# Halowe Mistrzostwa Świata w Lekkoatletyce 2012 – bieg na 1500 m mężczyzn
Bieg na 1500 metrów mężczyzn – jedna z konkurencji rozgrywanych podczas 14. Halowych Mistrzostw Świata w Ataköy Atletizm Salonu w Stambule.
Biegi eliminacyjne zaplanowano na piątek 9 marca, finał odbył się w sobotę 10 marca.
W zawodach nie wystartuje obrońca tytułu Etiopczyk Deresse Mekonnen.
Halowym rekordzistą świata w biegu na 1500 metrów jest Marokańczyk Hicham El Guerrouj, który 2 lutego 1997 w Stuttgarcie uzyskał czas 3:31,18. Najszybszym biegaczem w sezonie halowym 2012 na tym dystansie był Abdalaati Iguider (3:34,10 – 14 lutego, Liévin).

## Terminarz
| Data     | Godzina | Runda    |
| -------- | ------- | -------- |
| 9 marca  | 12:55   | Półfinał |
| 10 marca | 19:00   | Finał    |

## Rezultaty

### Eliminacje
| Pozycja | Bieg | Zawodnik              | Reprezentacja     | Czas    | Uwagi |
| ------- | ---- | --------------------- | ----------------- | ------- | ----- |
| 1       | 2    | Abdalaati Iguider     | Maroko            | 3:38.41 | Q     |
| 2       | 2    | Mekonnen Gebremedhin  | Etiopia           | 3:39.16 | Q     |
| 3       | 2    | Ayanleh Souleiman     | Dżibuti           | 3:39.51 | NR, Q |
| 4       | 2    | Matthew Centrowitz    | Stany Zjednoczone | 3:39.54 | q     |
| 5       | 2    | Silas Kiplagat        | Kenia             | 3:39.59 | q     |
| 6       | 2    | Francisco Javier Abad | Hiszpania         | 3:40.55 | q     |
| 7       | 1    | İlham Tanui Özbilen   | Turcja            | 3:41.93 | Q     |
| 8       | 1    | Aman Wetiye           | Etiopia           | 3:42.24 | Q     |
| 9       | 1    | Amine Laâlou          | Maroko            | 3:42.36 | Q     |
| 10      | 1    | Bethwell Birgen       | Kenia             | 3:42.72 |       |
| 11      | 2    | Jegor Nikołajew       | Rosja             | 3:43.33 |       |
| 12      | 1    | Galen Rupp            | Stany Zjednoczone | 3:43.39 | PB    |
| 13      | 1    | David Bustos          | Hiszpania         | 3:43.66 |       |
| 14      | 1    | Gregory Beugnet       | Francja           | 3:44.20 |       |
| 15      | 1    | Ołeksandr Borysiuk    | Ukraina           | 3:44.28 |       |
| 16      | 1    | Lewis Moses           | Wielka Brytania   | 3:45.04 |       |
| 17      | 2    | Mohammed Shaween      | Arabia Saudyjska  | 3:45.12 | NR    |
| 18      | 2    | Kemal Koyuncu         | Turcja            | 3:45.33 | SB    |
| 19      | 2    | Ryan Foster           | Australia         | 3:46.26 | PB    |
| 20      | 2    | James Brewer          | Wielka Brytania   | 3:47.58 |       |
| 21      | 1    | Mohamad Al-Garni      | Katar             | 3:47.63 |       |
| 22      | 1    | Ciaran O'Lionaird     | Irlandia          | 3:50.12 | PB    |
| 23      | 1    | Abdallahi Cheikh      | Mauretania        | 4:47.24 | PB    |

### Finał

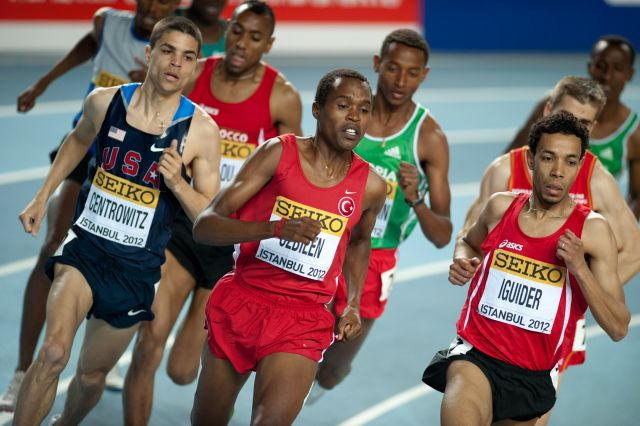
Finał biegu na 1500 metrów

| Pozycja | Zawodnik              | Reprezentacja     | Czas    | Uwagi |
| ------- | --------------------- | ----------------- | ------- | ----- |
|         | Abdalaati Iguider     | Maroko            | 3:45.21 |       |
|         | İlham Tanui Özbilen   | Turcja            | 3:45.35 |       |
|         | Mekonnen Gebremedhin  | Etiopia           | 3:45.90 |       |
| 4       | Aman Wote             | Etiopia           | 3:47.02 |       |
| 5       | Ayanleh Souleiman     | Dżibuti           | 3:47.35 |       |
| 6       | Silas Kiplagat        | Kenia             | 3:47.42 |       |
| 7       | Matthew Centrowitz    | Stany Zjednoczone | 3:47.42 |       |
| 8       | Francisco Javier Abad | Hiszpania         | 3:48.14 |       |
| 9       | Amine Laâlou          | Maroko            | 3:49.14 |       |